# Justice en Russie
 (juillet 2024).

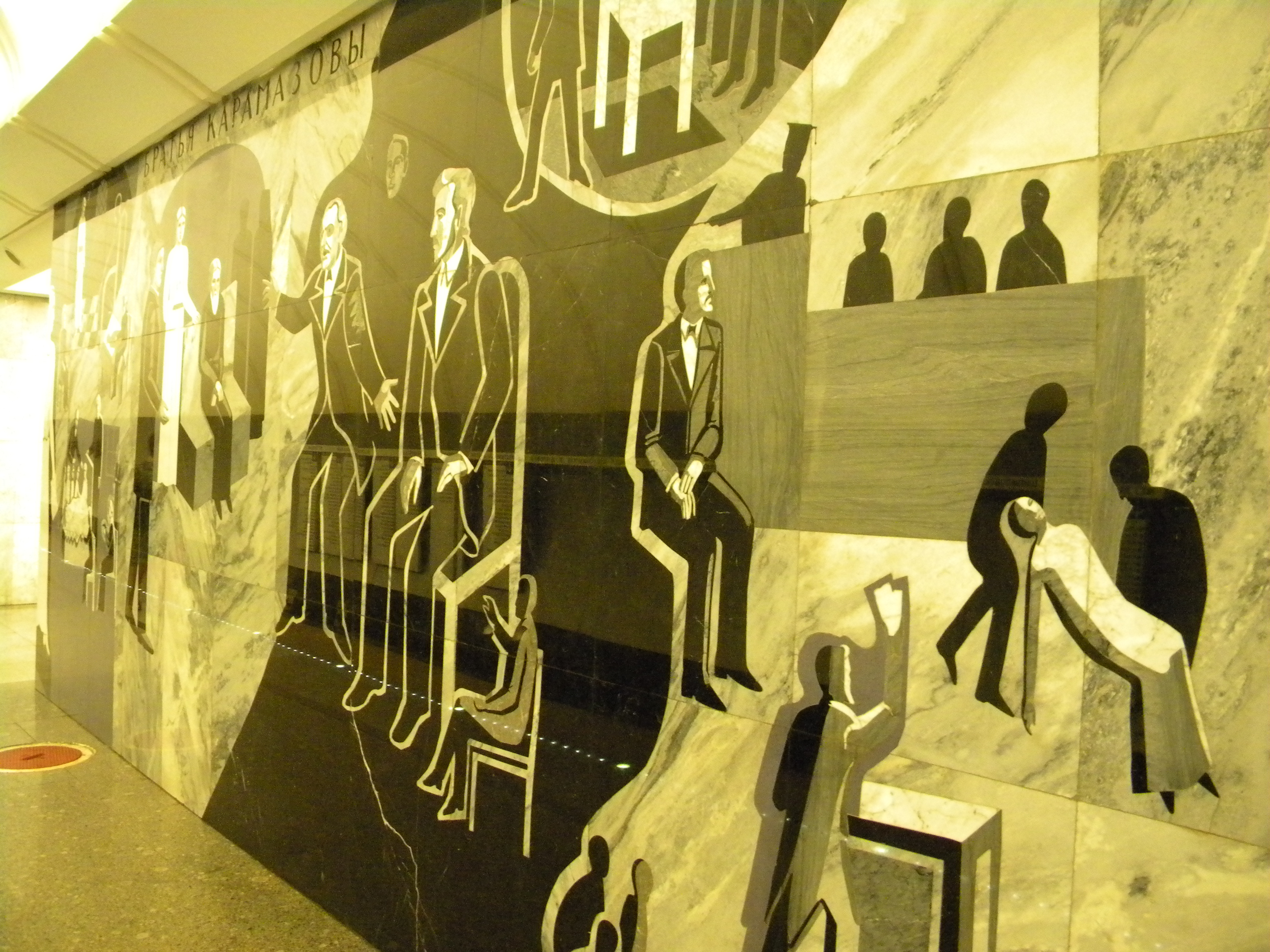
La scène du jury dans Les Frères Karamazov – ici représentée sur les murs d'une station de métro – constitue un commentaire sur les spécificités de la justice russe selon Gary Rosenshield.

Dans la Fédération de Russie, la justice est organisée par l'État à travers le ministère dédié.

## Histoire
Au début du XXe siècle à l'ère tsariste, les élites russes considéraient généralement que seuls les tribunaux itinérants possédaient une véritable compétence juridique, car c'étaient les seuls à avoir des juges formés professionnellement. Les tribunaux municipaux employaient des gens sans ce type de formation, issus de la paysannerie, et pour lesquels le rapport au droit était différent, puisqu'ils étaient chargés d'appliquer la loi impériale sans avoir aucun moyen de l'influencer. Néanmoins, dès leur instauration, ces tribunaux municipaux ont permis des négociations et adaptations locales en encourageant des débats juridiques parmi la paysannerie.
Pendant la période staliniste, la justice a travaillé étroitement avec les forces de l'ordre pour criminaliser l'opposition politique. La justice a aussi participé à cette époque à juger les dirigeants nazis lors des procès de Nuremberg.
Vers la fin de l'URSS, des hommes d'affaires ont fait de l'activisme judiciaire pour défendre les droits humains de leurs entreprises.

## Structure
La Cour suprême de la fédération de Russie est chargée de coordonner la jurisprudence et de casser les jugements des instances inférieures en conséquence. La procurature générale de Russie (ru) est chargée de mener les enquêtes.

## Indépendance
La journaliste Zoïa Svetova (en) a publié le livre Les Innocents seront coupables : Comment la justice est manipulée en Russie, traduit en français en 2012, où elle dénonce l'ingérence du gouvernement dans les affaires judiciaires. Bien que ce témoignage soit romancé, il est considéré comme un ouvrage important par Cécile Vaissié et Michel Eltchaninoff,. De nombreuses réformes sont néanmoins entreprises pour tenter de résoudre ce problème. Sur la question de la sélection des juges cependant, malgré une loi dans les années 1990 en faveur d'un recrutement au mérite, la chercheuse Aryna Dzmitryieva constate en 2021 que les choix des nouveaux juges en poste reste largement à la discrétion des présidents des tribunaux, lesquels s'assurent ainsi de garder l'ascendant sur les magistrats employés.
Vladimir Poutine est considéré par Margareta Mommsen (de) et Angelika Nußberger comme ayant particulièrement contribué à sauvegarder et perpétuer le contrôle gouvernemental de la justice concernant les litiges politiques. C'est notamment à partir de son immixtion dans le procès de Mikhaïl Khodorkovski que l'on a commencé à parler de « justice à la Basmanny » (Басманное правосудие (ru)) pour évoquer le contrôle du pouvoir judiciaire par le gouvernement de Poutine.
En Ukraine, la situation est similaire mais plus ouverte à des décisions de justice favorables aux opposants politiques.

## Procédure
Il est courant de demander l'intercession du gouvernement pour enquêter et influer sur une enquête.

## Médiation
En 2010, une nouvelle loi a été promulguée afin de favoriser la médiation encadrée par les tribunaux avant d'entamer un procès. La justice de paix a aussi gagné en importance.

## Attitudes envers la justice dans la société russe
Ces dernières décennies, de nombreux cas de vigilantisme – une forme d'auto-justice où des civils décident d'en punir d'autres au nom de la défense de la société – ont eu lieu au sein de la Fédération, et ces illégalismes ont été traités de différentes manières par la justice et le reste des pouvoirs publics. Alors que ces pratiques généralement très violentes sont tolérées lorsque les cibles sont des revendeurs de drogues ou des manifestants LGBT, on constate qu'elles ne sont réprimées que quand elles visent à faire la chasse aux pédophiles ou à venger les violences policières.
Comme ailleurs, les gens ont tendance à ne pas faire recours à la justice pour des affaires qu'ils jugent mineures, car les coûts financiers et émotionnels de préparer un procès sont importants.

## Droit international
La Russie était partie à la Convention européenne des droits de l'homme jusqu'en 2022, et la justice devait donc refléter les décisions de la Cour européenne des droits de l'homme, qui lui avait notamment reproché un rôle trop important de l'instance de surveillance (nadzor) dans la procédure civile. L'exécution insuffisamment efficace des décisions de justice avait aussi été considérée comme dommageable aux droits garantis par la CEDH.